# Vladimir Komarov
Pour les articles homonymes, voir Komarov.
Vladimir Mikhaïlovitch Komarov (en russe : Владимир Михайлович Комаров) est un cosmonaute soviétique, né le 16 mars 1927 à Moscou. Il fut le premier cosmonaute à mourir lors d'une mission spatiale, à bord de Soyouz 1, le 24 avril 1967, 3 mois après l'accident d'Apollo 1.
Il fait partie du tout premier groupe de cosmonautes soviétiques, sélectionnés en mars 1960.

## Biographie
Komarov est né à Moscou le 16 mars 1927, grandissant avec sa sœur Matilde. Son père était un ouvrier qui exerçait plusieurs emplois peu payés afin de subvenir aux besoins de sa famille. En 1935, Komarov commença l'école, où il se montra particulièrement doué en mathématiques. En 1941, Komarov quitte l'école à cause de la Seconde Guerre mondiale et de l'invasion de l'URSS par l'Allemagne ; il devient ouvrier dans une ferme collective.
Jeune, il montre un intérêt prononcé pour l'aéronautique, il collectionne les magazines et les images en rapport avec l'aviation. Il fabrique des maquettes d'avions et sa propre hélice.
À l'âge de 15 ans, soit en 1942, Komarov intègre la « 1re école de forces aériennes spéciale de Moscou » afin de poursuivre son rêve de devenir un aviateur. Peu après, sa famille apprend que le père de Komarov avait été tué dans un « événement de guerre inconnu. » Par nécessité due à l'invasion allemande, l'école d'aviation est rapidement déplacée dans la région de Tioumen en Sibérie jusqu'à la fin de la guerre. Les étudiants y apprenaient, outre l'aviation, une grande variété de sujets tels la zoologie ou les langues étrangères. En 1945, Komarov sort diplômé de l'école d'aviation avec les honneurs. Les hostilités de la Seconde Guerre mondiale se terminent avant que Komarov soit appelé au combat.
En 1946, Komarov achevait ses cinq années d'entraînement à l'école supérieure des forces aériennes Chkalov à Borissoglebsk dans l'oblast de Voronej. Il complète son entraînement à l'université d'aviation A.K. Serov à Bataïsk. La mère de Komarov meurt en 1948, sept mois avant l'obtention de son diplôme (en 1949). Il reçoit son badge d'aviateur et son grade de lieutenant dans les Forces aériennes soviétiques.

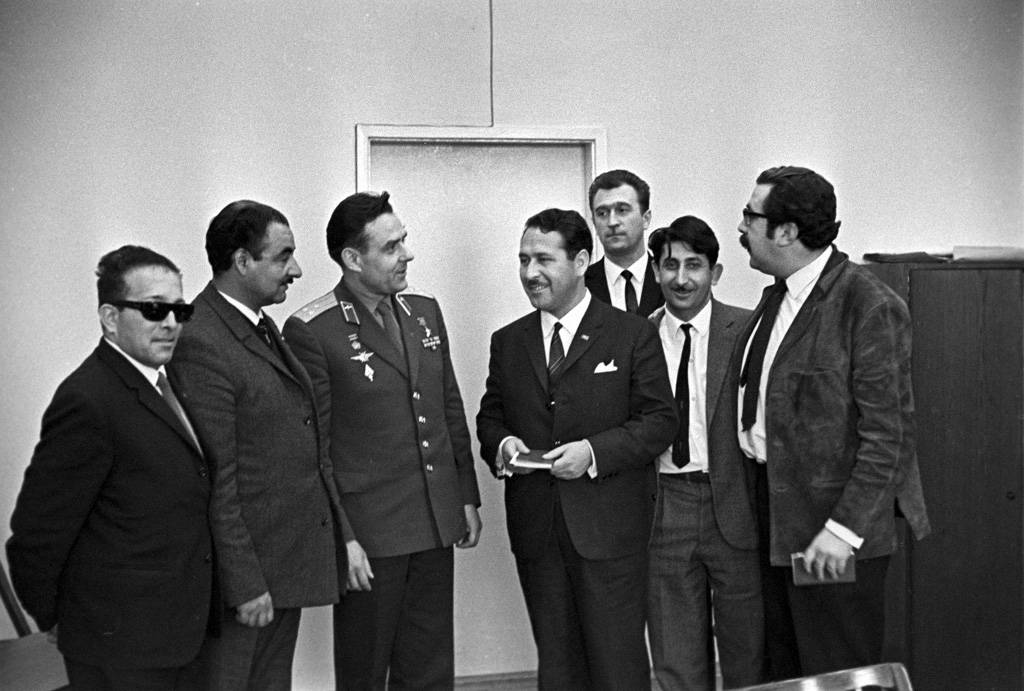
Komarov avec des journalistes chiliens en 1966.

Le 7 mars 1960, avec dix-neuf autres pilotes, il intègre le tout premier corps des cosmonautes. Il suit ses premiers entraînements sur le vaisseau Vostok, désigné doublure de Pavel Popovitch sur le vol Vostok 4, en août 1962.
Après un premier vol effectué en 1964, en tant que commandant de la mission Voskhod 1, il pilote le tout premier vaisseau Soyouz (Soyouz 1, avril 1967). À la suite de dysfonctionnements en série, il meurt en mission, devenant ainsi la toute première victime d'un vol spatial.

## Vols spatiaux réalisés

### Voskhod 1

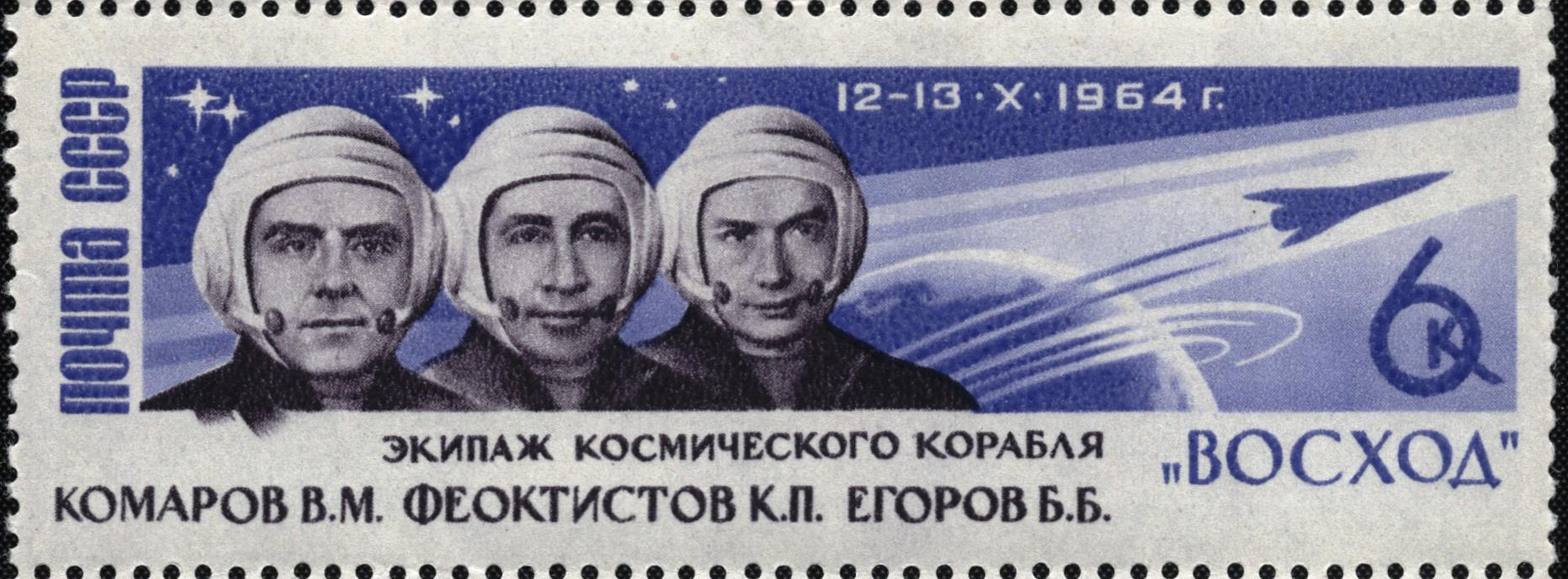
Komarov, Feoktistov et Iegorov sur un timbre commémorant le vol Voskhod 1

Il fut le commandant du premier vaisseau emportant un équipage de trois hommes, Voskhod 1 (avec sous ses ordres Konstantin Feoktistov et Boris Iegorov), le 12 octobre 1964. La mission était prévue pour effectuer des recherches biomédicales et pour voir comment une équipe multi-disciplinaire pouvait travailler dans l'espace. Le vaisseau a emmené en orbite un portrait de Karl Marx, un portrait de Lénine et un fragment d'un drapeau de la Commune de Paris de 1871. La mission se termine avec l'atterrissage du vaisseau le 13 octobre 1964.

### Soyouz 1

Soyuz 7K-OK utilisé pendant la mission.

Komarov est ensuite affecté au programme Soyouz aux côtés de Youri Gagarine et d'Alexeï Leonov. Durant la mise au point du vaisseau, les cosmonautes s'inquiètent de plusieurs anomalies dans sa conception (dont la taille de l'écoutille de la capsule, trop petite pour permettre la sortie d'un cosmonaute en combinaison). Les plaintes des cosmonautes n'étant pas entendues, Youri Gagarine en vient à envoyer une lettre à Léonid Brejnev pour lui faire part de ses inquiétudes.
Komarov est sélectionné pour commander Soyouz 1. Gagarine, son ami, est désigné comme commandant de remplacement. Komarov est conscient que le vaisseau russe présente de nombreuses défaillances qui mettent grandement en péril la mission. Sachant qu'en cas de refus de sa part de participer à la mission, Youri Gagarine serait envoyé à sa place, il décide de mener la mission. Avant le vol, il prend des dispositions pour que ses funérailles se déroulent à cercueil ouvert, afin que les dirigeants soviétiques se rendent compte  des conséquences de leurs décisions. Cette version des faits reste toutefois débattue.
Durant le vol, les panneaux solaires ne se déploient pas. La capsule n'est alors plus alimentée en électricité convenablement, entraînant également un dérèglement de l'équipement de navigation. Vladimir Komarov signale au centre de contrôle: « Les conditions sont mauvaises. Les paramètres de la cabine sont normaux, mais le panneau solaire de gauche ne s'est pas déployé. Le bus électrique est à seulement 13 à 14 ampères. Les communications HF (haute fréquence) ne fonctionnent pas. Je ne peux pas orienter le vaisseau spatial vers le soleil. J'ai essayé d'orienter manuellement l'engin spatial en utilisant les moteurs d'orientation DO-1, mais la pression qui reste sur le DO-1 est tombée à 180. » Komarov s'acharne pendant 5 h à essayer d'orienter le vaisseau vers le soleil, en vain.
Les communications sont rompues entre les 13e et 15e orbites. Malgré l'importance des défaillances, Komarov parvient à orienter le vaisseau dans la bonne direction et commence à effectuer la rentrée lors de la 19e orbite. Pendant la descente, le parachute principal ne s'ouvre pas correctement. Komarov déploie le parachute de secours qui se met en torche avec le parachute principal. La capsule heurte le sol à une vitesse de 140 km/h, puis prend feu.
Il est le premier homme à mourir lors d'une mission spatiale. Il est inhumé dans la nécropole du mur du Kremlin.

## Hommages
- Sa mémoire est honorée par l'astéroïde (1836) Komarov[6].
- Son nom figure sur la plaque accompagnant la sculpture Fallen Astronaut déposée sur la Lune le 1er août 1971 par l'équipage d'Apollo 15[7],[8].
- Un cratère lunaire porte son nom[9],[6].
- Plusieurs rues portent son nom, comme dans la commune de Saint-Martin-d'Hères (Commandant Komarov) ou de Vénissieux (rue Vladimir Komarov).
- Komarov est interprété par Arben Bajraktaraj dans la série de science-fiction Missions sortie en 2017[10].

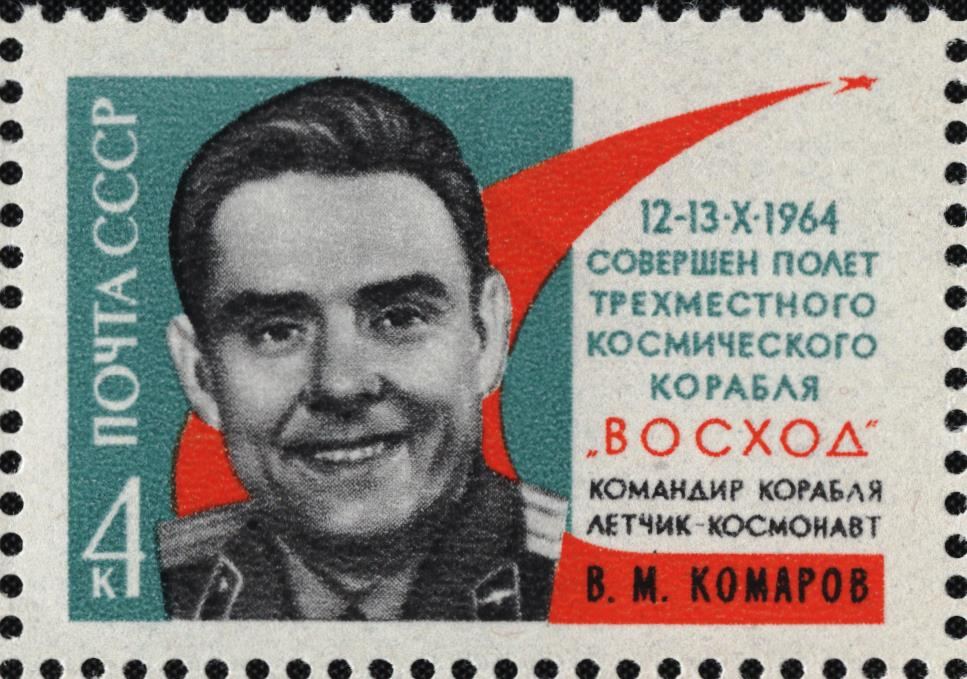
Timbre postal.
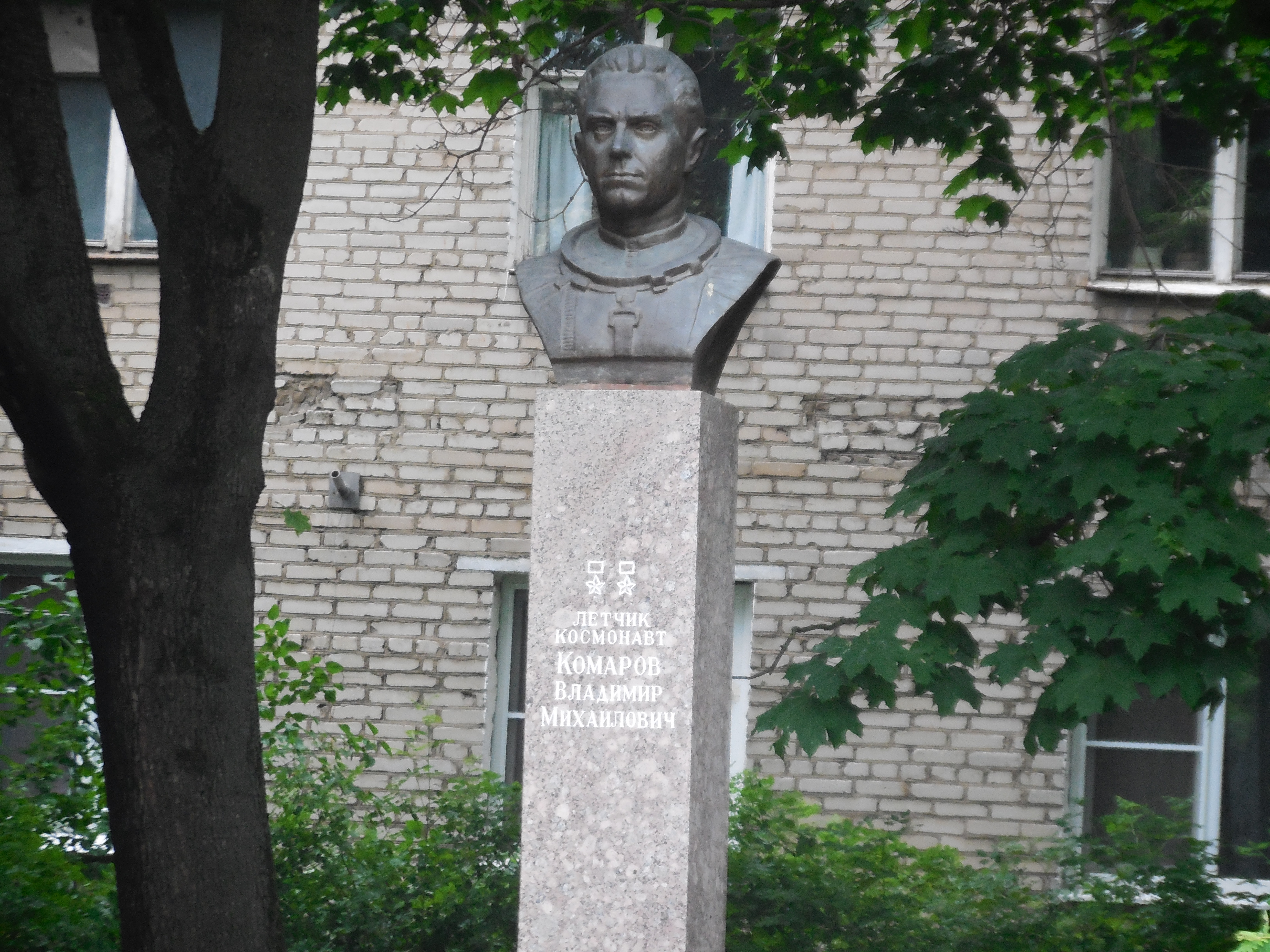
Buste.
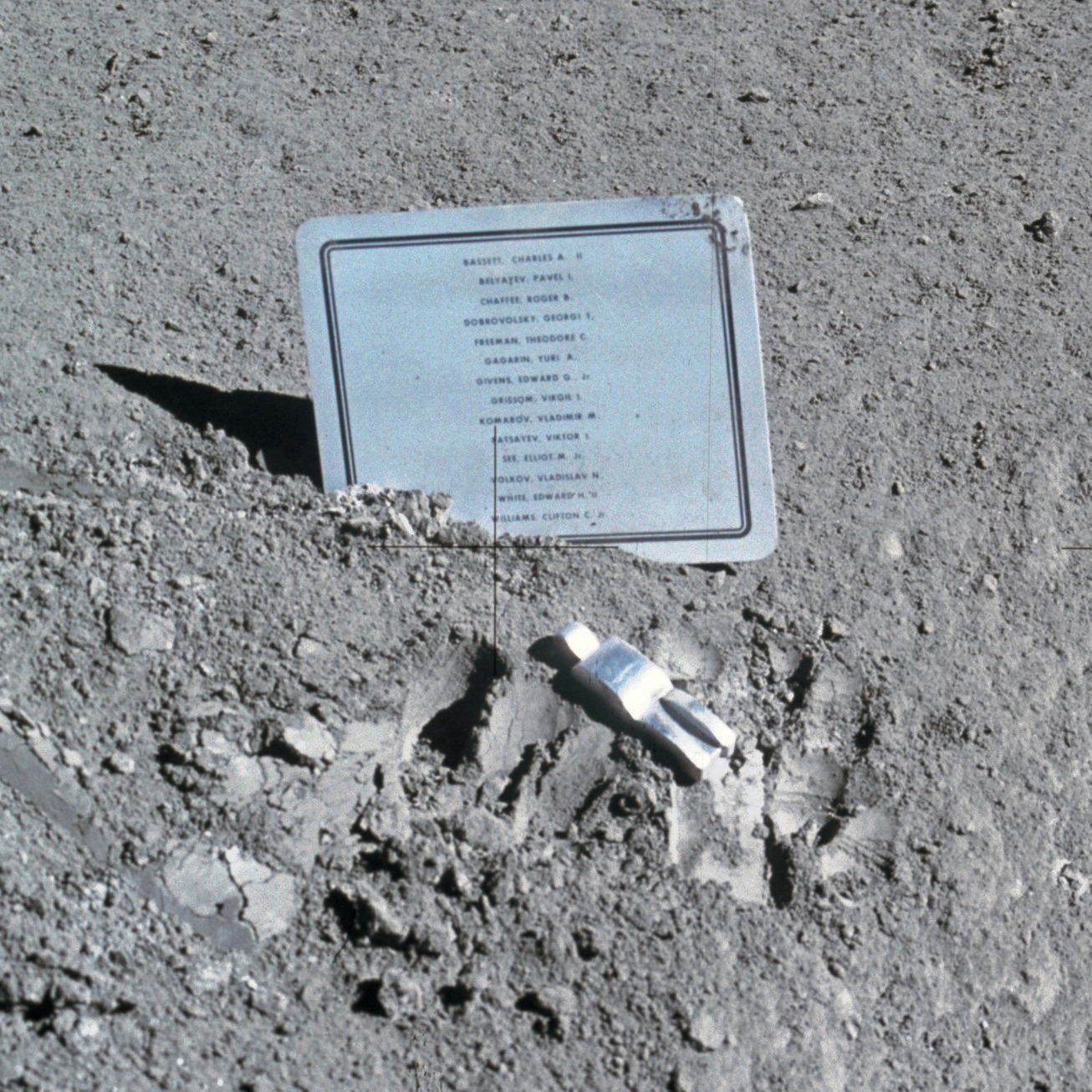
Fallen Astronaut.
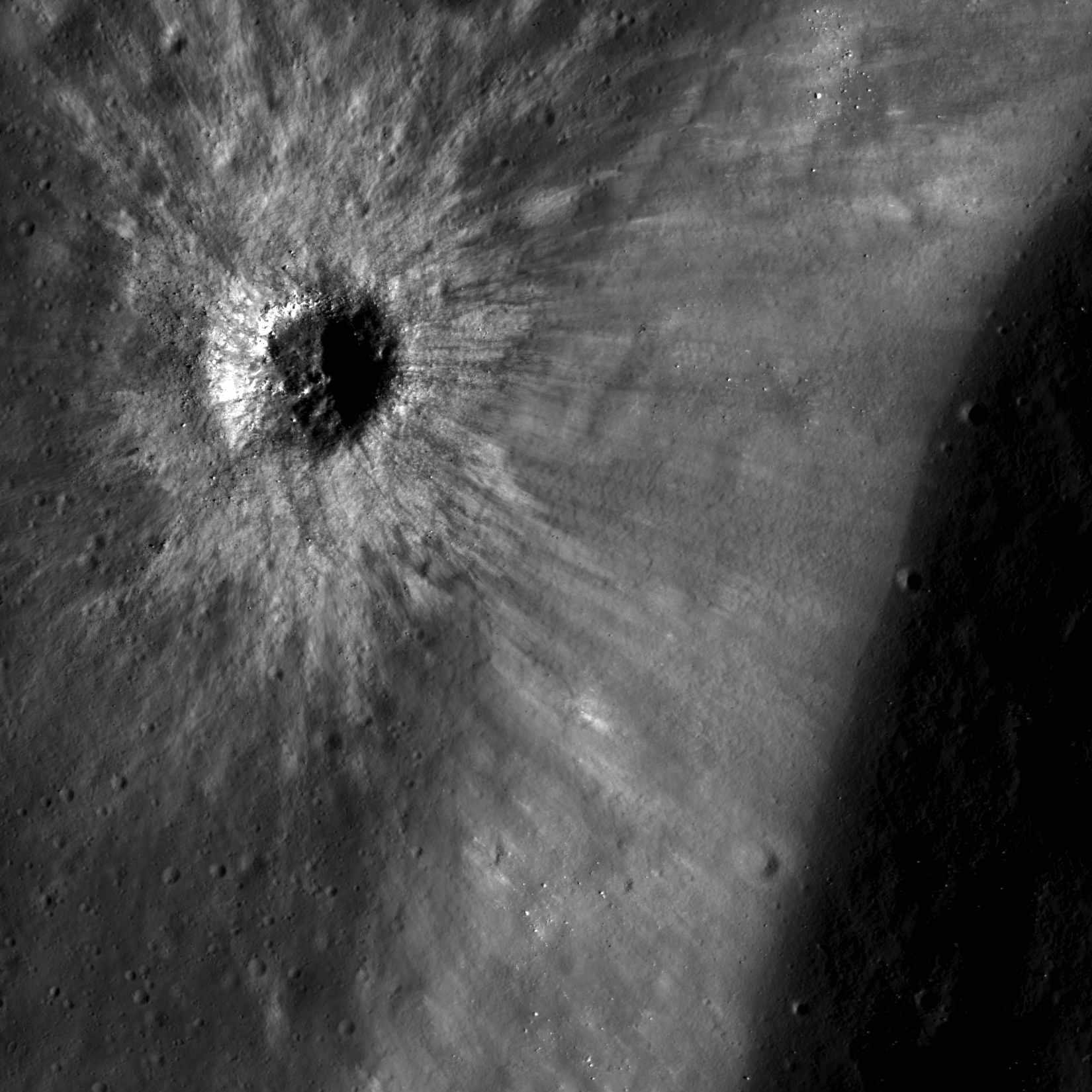
Cratère Komarov